# Phare de Civitavecchia
Le phare de Civitavecchia (en italien : Faro di Civitavecchia) est un phare actif situé au port de Civitavecchia (Ville métropolitaine de Rome Capitale), dans la région du Latium en Italie. Il est géré par la Marina Militare.

## Histoire
Ce phare, mis en service en 1951, a remplacé l'ancien phare construit en 1616 qui a été détruit durant la Seconde Guerre Mondiale. Ce phare historique avait été édifié par la pape Pie V sur les fondations d'une ancienne tour romaine. En 1860 le pape Léon IX y avait fait installée une lanterne de second ordre.
Le phare actuel est situé sur Monte Cappuccini, à 2.5 km à l'ouest du port de Civitavecchia, à environ, 600 m au nord-ouest de l'ancien phare. Il est entièrement automatisé et alimenté par le réseau électrique. Il possède un Système d'identification automatique pour la navigation maritime.

## Description
Le phare  est une tour effilée en U en maçonnerie de 30 m de haut, avec double galerie et lanterne, montant au centre d'une maison blanche de gardien de deux étages. La tour est grise non peinte et le dôme de la lanterne est gris métallique. Il émet, à une hauteur focale de 25 m, deux brefs éclats blancs de 0.3 seconde sur une période de 10 secondes. Sa portée est de 24 milles nautiques (environ 44 km) pour le feu principal et 18 milles nautiques (environ 33 km) pour le feu de veille.
Identifiant : ARLHS : ITA-322 ; EF-2188 - Amirauté : E1508 - NGA : 9132 .

## Caractéristiques dufeu maritime
Fréquence : 10 secondes (W-W)
- Lumière : 0,3 seconde
- Obscurité : 3 secondes
- Lumière : 0,3 seconde
- Obscurité : 6,4 secondes

|                                             |
| L'ancien phare (devant le fort Michel-Ange) |

### Lien connexe
- Liste des phares de l'Italie